# 曾寶玲
曾寶玲（洋名：Ar Yu，1989年5月13日—），香港女性模特兒，少女模特兒組合Donut的成員之一，近年主力在中國大陸登台，亦於酒吧內當DJ打碟。

## 生平
2010年出道，現與胡心諾（Rainbow）、謝芷蕙（Cammi）等，組成Donut少女模特兒組合，她於2010年及2012年夏季均有推出性感的寫真集。